# Eitri (cómic)
Eitri el Rey Enano es un personaje ficticio que aparece en los cómics estadounidenses publicados por Marvel Comics. Eitri es un enano que vive en Asgard. Es un falsificador de armas y se destaca por ser el creador de Mjolnir para el dios nórdico Thor. Él también ha ayudado ocasionalmente a los Nuevos Mutantes.
Peter Dinklage interpreta al personaje de la película Marvel Cinematic Universe, Avengers: Infinity War (2018).

## Historial de publicaciones
El personaje, creado por el escritor Alan Zelenetz y el artista Bob Hall, apareció por primera vez en The Mighty Thor Annual # 11 (noviembre de 1983). Continuó apareciendo a lo largo de los años 80 en las páginas de los Nuevos Mutantes, comenzando con la edición especial The New Mutants del escritor Chris Claremont y el artista Arthur Adams.
Tras una larga ausencia, Eitri regresó con detalles adicionales sobre el personaje en Thor Vol. 2 # 80 de Michael Avon Oeming, Daniel Berman y Andrea Di Vito.

## Biografía del personaje ficticio
Eitri gobernó como rey de los Enanos de Nidavellir. En su primera aparición, junto con su hermano Brokk se encargaron de crear una lanza para Odín. Debido a la magia del joven Loki, la lanza fue maldecida y se le pidió a Thor que los enanos crearan una nueva arma. Loki una vez más intentó frustrar a los enanos forjando, pero lograron completar la creación de Mjolnir, junto con la creación de Gullinbursti (un jabalí viviente) y Draupnir (un brazalete dorado), que le dan a Odín. Años después, Loki destruye el cabello dorado de Sif y la hace calva. Thor lo amenaza con reemplazar su cabello y se encuentra con Eitri y Brokk, quienes, debido a que Loki no puede pagarles, le dan pelo negro, lo que a Thor y Sif no parece importarles. La pérdida del cabello rubio de Sif también se detalla en una serie de cuatro partes centrada en la historia de Loki.
Estas historias fueron retrocontinuadas leve con explicando que la creación de Eitri de Mjolnir causó la extinción de dinosaurios. Eitri y sus hermanos, Brokk y Buri, se encargaron de deshacerse del molde que lo creó para que no cayera en manos de Loki. Otra versión reveló que Mjolnir fue creado junto con el nuevo cabello de Sif, que Eitri pudo hacer de oro. Fue por la propia acción de Loki que Mjolnir terminó con Thor y el pelo de Sif se volvió negro. La historia de la forja fue luego devuelta a su versión original.
Odin luego visita a Eitri para ayudarlo a forjar algo para él. A cambio, Eitri pide que Odín envíe a una guerrera para derrotar a un enano pícaro llamado Throgg. Sif lo derrota, y Eitri felizmente le dice que ya que Throgg ha sido vencida por una mujer, él y los enanos ahora pueden irse pacíficamente y comenzar a forjar el martillo Stormbreaker para Beta Ray Bill a petición de Odín. Eitri es visitado más tarde por Odín y Balder que desean detener una pelea entre Thor y Eric Masterson. Para hacer esto, Eitri crea Thunderstrike, un nuevo martillo que evidentemente se convierte en el nombre en clave de Masterson.
Eitri y sus enanos se convirtieron en personajes secundarios de los Nuevos Mutantes. Debido a la magia de Loki, Tormenta y su equipo fueron transportados y separados en Asgard. Bola de Trueno encuentra a Eitri en una cueva y rescata a la familia de Eitri de Throff el Terrible, quedando severamente lesionado en el proceso. Por esto, Eitri lleva al joven a su casa y le permite sanar allí, y la hija de Eitri, Kindra, entabla una relación de coqueteo con Bola de Trueno. No mucho después, Eitri ayuda a Bola de Trueno a defenderse de Magma, que está poseída por los Elfos Oscuros. Después de ayudarla, Loki llega y amenaza a Eitri y su reino. En respuesta, usa su magia para ayudar a Bola de Trueno y Magma a encontrar a sus amigos. Eitri luego le da a Bola de Trueno, una armadura encantada y una espada, así como un martillo especial para darle a Loki para que lo exponga.
Los Nuevos Mutantes volvieron a Asgard debido a la influencia mágica sobre uno de ellos. Los enanos inicialmente los confundieron con espías. Sin embargo, Eitri liberó al equipo y felizmente saludó a Bola de Trueno y sus amigos con los brazos abiertos. Pronto fueron atacados por el Valkyrior que estaba controlado por Hela. Eitri lleva a sus Enanos a la batalla después de que Boom Boom los insulta. Eitri es capturado por Hela y lo obliga a forjar una espada del metal Uru al amenazar la vida de su hija Kindra. Él la consuela al reconocer el plan de acción de los Nuevos Mutantes así como el suyo en el que la espada "sembró las semillas de la destrucción de Hela". Eitri se libera a sí mismo, Kindra y muchos de los guerreros de Asgard de la prisión y luego revela que construyó un defecto en la espada. Él hace huir a Kindra y luego golpea la espada, permitiendo que Bola de Trueno vea el defecto y lo destruya él mismo. Los esfuerzos de Eitri, junto con los de muchos otros Asgardianos y los Nuevos Mutantes, salvan a Odín de la muerte.
Se mencionó que Eitri fue asesinado cuando el Ragnarok comenzó.

## Poderes y habilidades
Eitri es un armero experto. Él también tiene una vida útil extendida.

## Otras versiones
- Eitri aparece en un número de What If? retomando los eventos de The New Mutants: Special Edition #1 y X-Men Annual #9 (1985) donde el número pregunta: "¿Qué pasaría si los X-Men se quedaran en Asgard?" Después de que varios X-Men y nuevos mutantes deciden quedarse en Asgard, Sam Guthrie se casa con Kindra, convirtiéndolo en el yerno de Eitri. Después, cuando Hela hace su movimiento contra Asgard y los enanos se unen al lado de los Asgardianos, Eitri muere en batalla y Sam lo sucede como rey de los enanos.[15]
- En Infinity Wars: Iron Hammer, que combina las historias de Iron Man y Thor, Eitri es un enano con rasgos similares a Ho Yinsen que lleva un grillete de cuello maldito que hace que solo cree armas para los demás y ninguno para él. También es incapaz de dañar a sus captores los Elfos Oscuros. Eitri finalmente se encuentra con otro compañero cautivo llamado Sigurd Stark y ayuda a crear un traje para él llamado Iron Hammer. En un esfuerzo por ayudar a su aliado a escapar, Eitri fue asesinado por Krimson Kurse. Stark lo sepultó más tarde en el bosque.[16]

## En otros medios

### Televisión
- Eitri aparece en The Avengers: Earth's Mightiest Heroes, episodio, "La Caída de Asgard", con la voz de John DiMaggio. Dirige su ejército enano sobreviviente contra las fuerzas de Loki. Se encuentran con Iron Man, quien derrota a Ulik por ellos. Después, Eitri crea una nueva armadura para él.[17] En el siguiente episodio, Surtur se suelta y Eitri se lesiona. Recibe una cicatriz sobre su ojo derecho e informa a Odín sobre lo que sucedió.[18] Eitri más tarde crea Stormbreaker para Beta Ray Bill.[19]
- Eitri aparece en Ultimate Spider-Man, episodio, "Viaje de Estudios", con la voz de Troy Baker. Cuando Thor, Spider-Man y sus amigos se acercaron a Eitri en busca de armas para usar en su lucha contra Loki, Eitri se mostró reacio a ayudarlos, ya que Odín no le ha agradecido ni una vez por haber creado las cosas para él. Aunque Thor pudo persuadir a Eitri para que los ayudara. Le da a Spider-Man y sus amigos nuevas armas para ayudar a Thor a derrotar a Loki. Aunque a Spider-Man no se le da un arma, ya que Eitri le aconseja que "sus palabras son su mejor arma".[20]

### Universo cinematográfico de Marvel
Eitri aparece en medios ambientados en el Universo cinematográfico de Marvel, interpretado por Peter Dinklage.Esta versión está representada en tamaño gigante. 
- Apareciendo por primera vez en la película de acción real Avengers: Infinity War (2018), Thor, Rocket y  Groot acuden a Eitri en busca de ayuda para forjar un arma capaz de matar a Thanos. Eitri revela que se vio obligado a crear el Guantelete del Infinito para Thanos a cambio de perdonar a los Enanos. Sin embargo, Thanos le mintió al hacer que mataran a los enanos, lo dejó como el único sobreviviente y fundió sus manos para que no pudiera forjar nada más. Sin embargo, Thor convence a Eitri para que lo ayude a forjar el Stormbreaker.
- Una versión de Eitri de una línea temporal alternativa hace un cameo en el episodio de la serie animada de Disney+ What If...? (2021), "What If... the Watcher Broke His Oath?". Esta versión proviene de una línea temporal en la que Gamora mató a Thanos y se encontró con Tony Stark antes de que la pareja viniera a Eitri para derretir el Guantelete del Infinito.
- Dinklage repitió el papel en la película de acción real Thor: Love and Thunder (2022), pero su escena fue cortada.[22]